# 女人相応
「女人相応」（にょにんそうおう、巴: Mātugāma-saṃyutta, マートゥガーマ・サンユッタ）とは、パーリ仏典経蔵相応部に収録されている第37相応。

## 構成
3品34経から成る。
1. Paṭhama-peyyāla-vaggo --- 全14経
2. Dutiya-peyyāla-vaggo --- 全10経
3. Bala-vaggo --- 全10経

## 日本語訳
- 『南伝大蔵経・経蔵・相応部経典4』（第15巻） 大蔵出版
- 『原始仏典II 相応部経典4』 中村元監修 春秋社